# هيروكي إيشي
هيروكي إيشي (باليابانية: 石井宏樹؛ بالكانا: いしい ひろき) هو ملاكم كيك بوكسينغ ياباني، ولد في 16 يناير 1979 في ميغورو في اليابان.